# Isachne sikkimensis
Isachne sikkimensis är en gräsart som beskrevs av Norman Loftus Bor. Isachne sikkimensis ingår i släktet Isachne och familjen gräs. Inga underarter finns listade i Catalogue of Life.